# San Roque González de Santa Cruz híd
A San Roque González de Santa Cruz híd a Paraná folyó egyik hídja az Argentínában található Posadas és a paraguayi Encarnación városok között. Közúti és vasúti forgalmat is lebonyolít.

## Története
Mielőtt a híd létrejött volna, csak csónakok és kompok közlekedtek a két part között. 1971-ben az argentin kormány elhatározta, hogy felépíti a yaciretái gátat, amely azonban paraguayi területek elárasztását is magával kellett, hogy vonja. Ezért a paraguayi Alfredo Stroessner elnök azt a feltételt szabta az argentín Juan Domingo Perónnak, hogy Argentína saját költségén építsen fel egy hidat a folyó fölött. 1980-ban még csak az előzetes felmérések zajlottak, az építkezés költségét ekkor 85 millió dollárra becsülték. Az építkezés 1981-ben kezdődött meg. Az építést három cég: a Sideco Americana, az EACA és a Girola Argentina konzorciuma végezte, a munkákban körülbelül 600–700 ember vett részt, köztük olasz mérnökök is. Az évek során több baleset is történt, ezek során hárman életüket is vesztették. Az elkészült hidat végül 1990. április 2-án adta át ünnepélyesen a két ország elnöke, Carlos Menem és Andrés Rodríguez.

## Leírás
A híd Argentína északi és Paraguay déli részét köti össze a Paraná folyó fölött átívelve. A bal parton az argentin Misiones tartomány fővárosa, Posadas, a jobb parton a paraguayi Encarnación található. A híd a folyó mentén 80 km-rel a yaciretái gát fölött helyezkedik el.
Teljes hossza 2500 méter, két kábeltartó pilonja a paraguayi oldalon található, ezek között a nyílás 330 méter, mellettük pedig még egy-egy 120 méteres nyílás található. Az A betű alakú pilonok magassága az alapjuktól mérve 116 méter. A hídon közúti és vasúti pálya is van.

## Képek

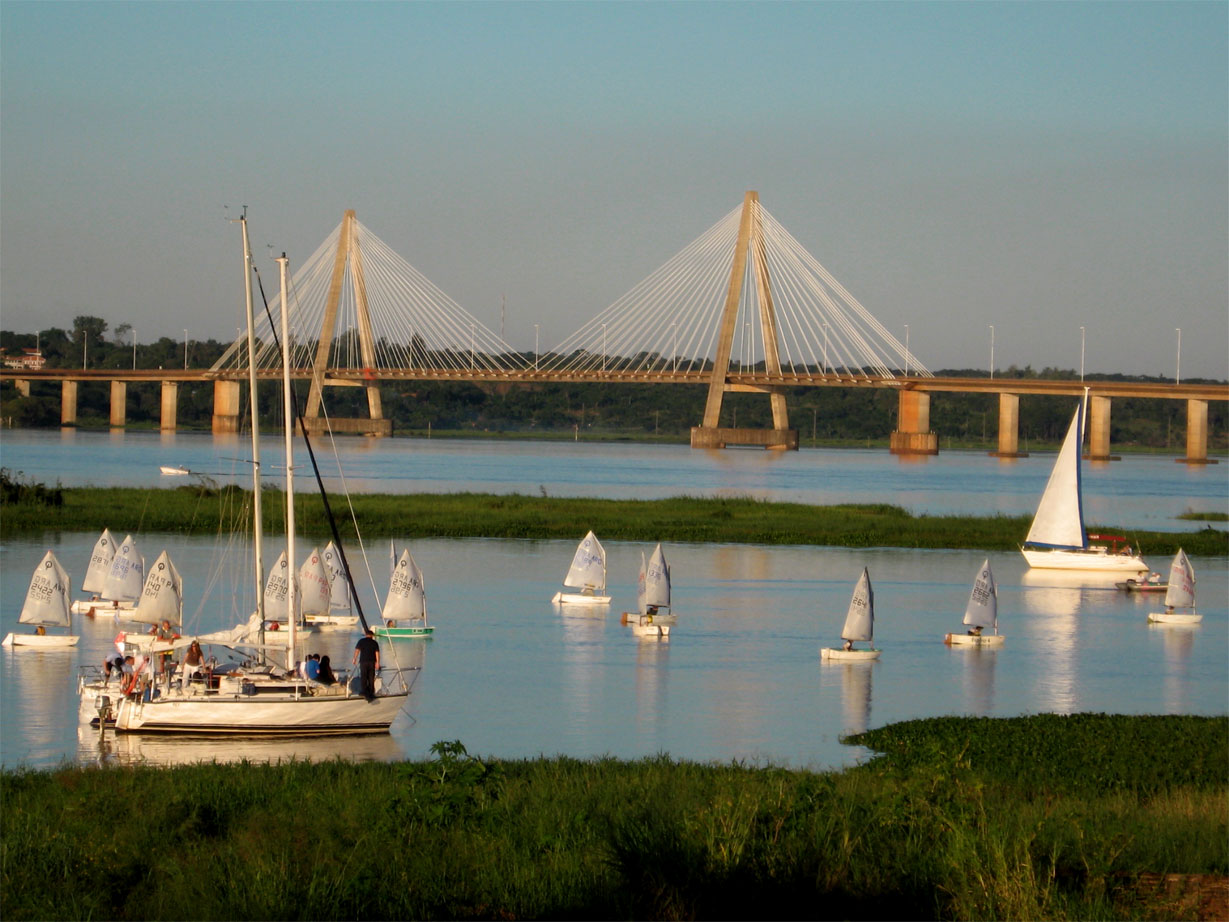
Látkép
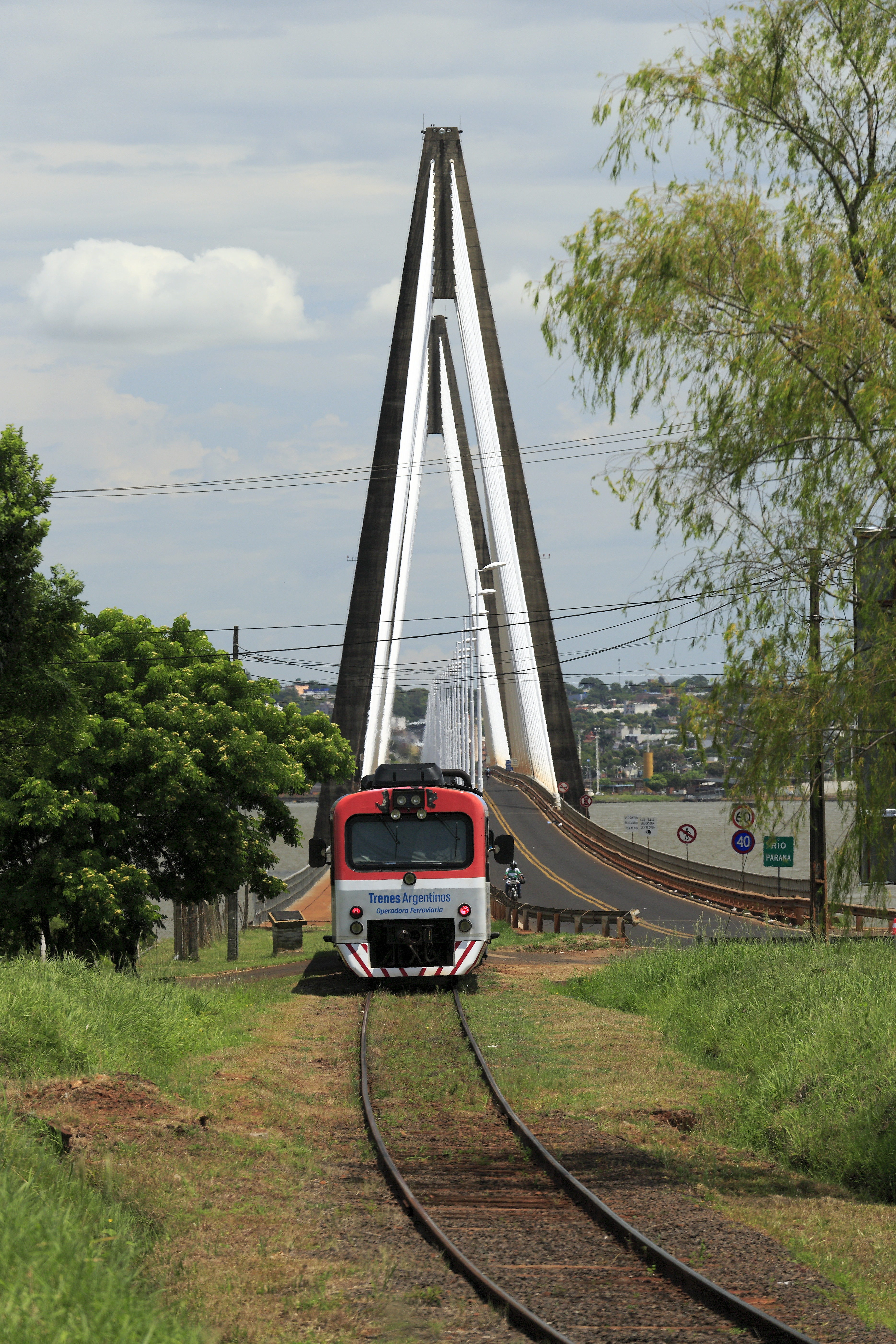
A vasúti pálya
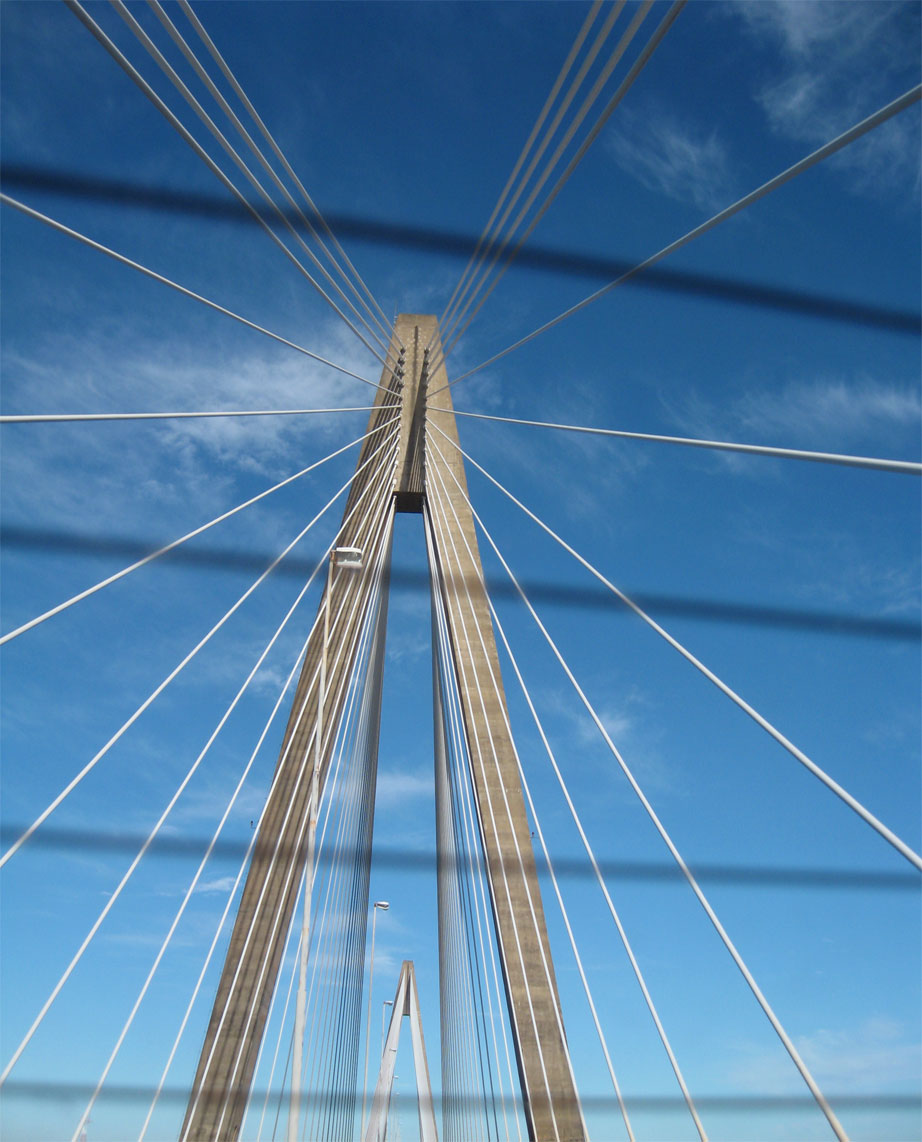
Részlet